# Williams FW23
Chronologie des modèles (2001)
Williams FW22 Williams FW24
La Williams FW23 est la monoplace de Formule 1 de l'écurie Williams, engagée au cours de la saison 2001 de Formule 1 et conçu par Patrick Head. Sa présentation a eu lieu le samedi 27 janvier. Elle est pilotée par l'Allemand Ralf Schumacher, pour sa troisième année dans l'écurie, et par le Colombien Juan Pablo Montoya, ancien pilote de Formule 3000 et champion 1999 de Champ Car, qui fait ses débuts en Formule 1. Les pilotes d'essais sont le Brésilien Antônio Pizzonia, l'Espagnol Marc Gené et le Chinois Ho-Pin Tung.

## Historique

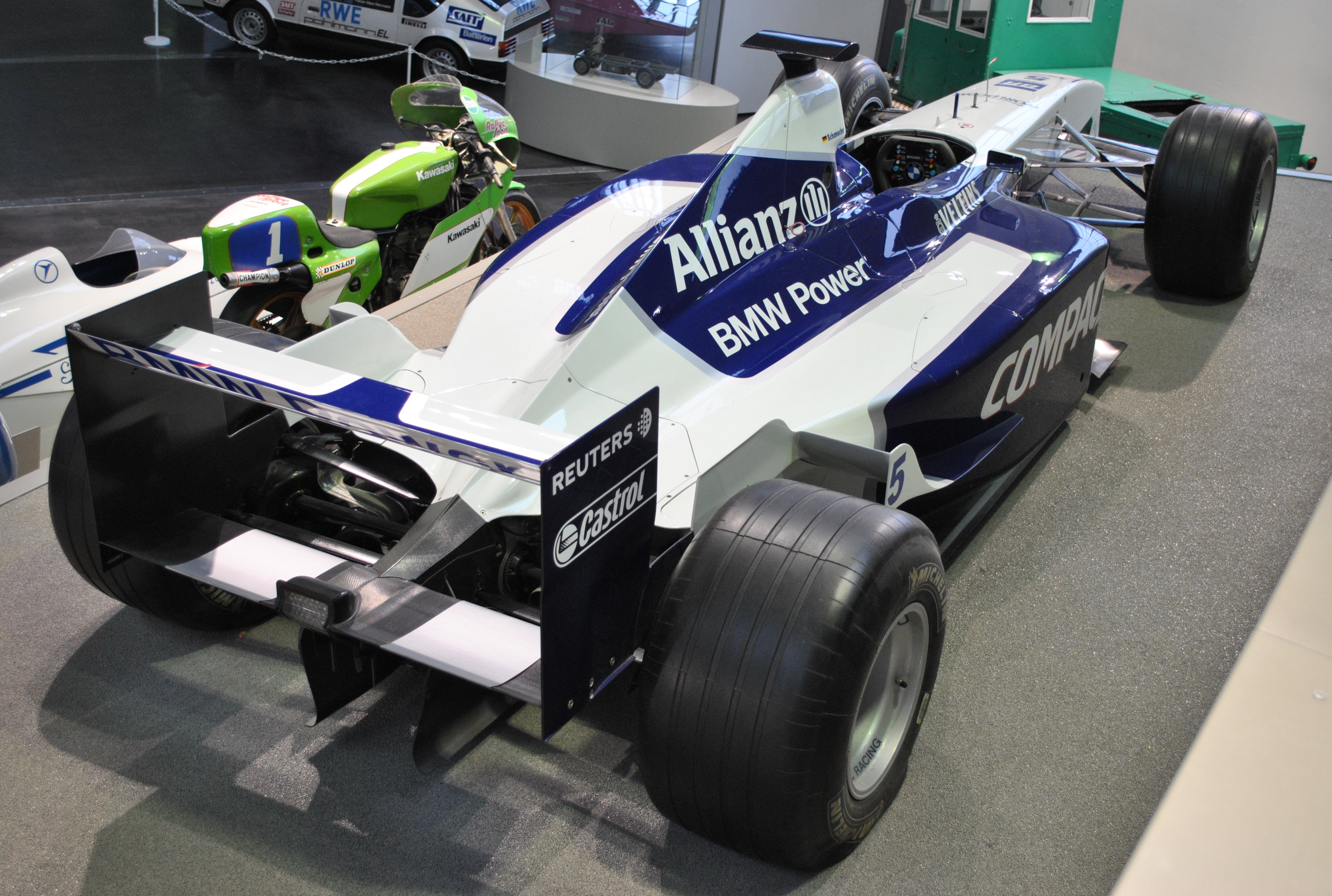
L'arrière de la Williams FW23 en exposition à Munich.

Pour la deuxième année consécutive, la FW23 est équipée d'un moteur V10 BMW qui montre toute sa puissance dans les longues lignes droites. La FW23 dispose d'une boîte à six rapports, d'un réservoir de 165 litres, de freins à disque en carbone et d'amortisseurs Williams. Elle est équipée de pneus Michelin.
Après un début de saison difficile soldé par deux doubles abandons en trois courses, Ralf Schumacher remporte sa première victoire en Formule 1 au Grand Prix de Saint-Marin, qui est également la première victoire de Williams depuis 1997. L'Allemand remporte deux autres courses, au Canada et en Allemagne.
Juan Pablo Montoya connaît des débuts difficiles, mais après avoir été contraint à l'abandon lors des quatre premières courses de la saison, il marque les premiers points de sa carrière avec une deuxième place au Grand Prix d'Espagne, performance qu'il réitère lors du Grand Prix d'Europe et du Grand Prix du Japon. Il s'impose au Grand Prix d'Italie, devenant le premier pilote colombien à gagner en Formule 1.
Malgré ces résultats, la FW23 manque de fiabilité : sur trente-quatre engagements en courses, elle ne rallie l'arrivée qu'à seize reprises.
Avec quatre pole positions, quatre victoires et 80 points inscrits, Williams F1 Team termine troisième du championnat des constructeurs.

## Résultats en championnat du monde de Formule 1

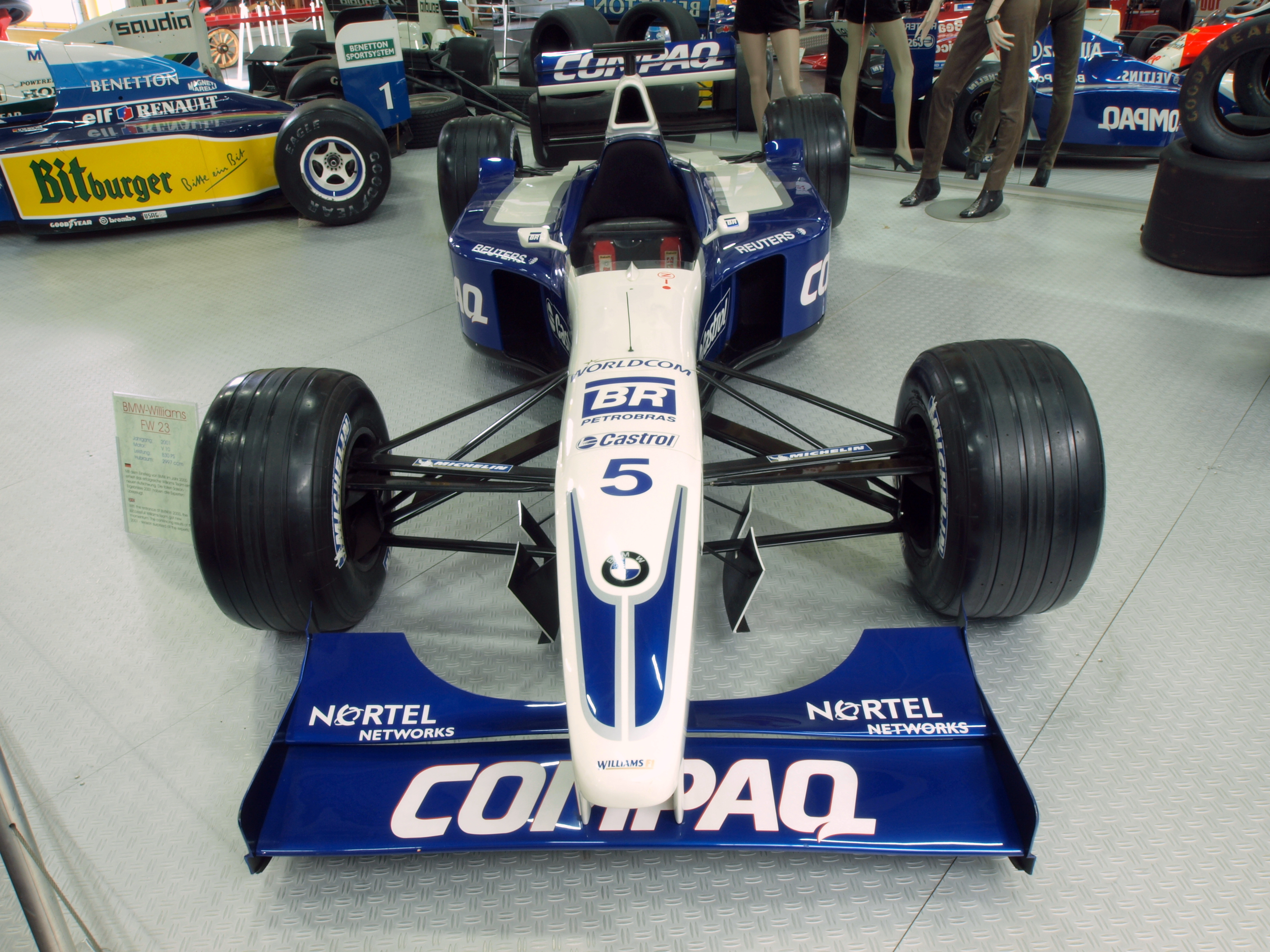
La Williams FW23 de Ralf Schumacher exposée à lAuto & Technic museum Sinsheim.

| Saison | Écurie               | Moteur      | Pneus    | Pilotes            | Courses | Courses | Courses | Courses | Courses | Courses | Courses | Courses | Courses | Courses | Courses | Courses | Courses | Courses | Courses | Courses | Courses | Points inscrits | Classement |
| Saison | Écurie               | Moteur      | Pneus    | Pilotes            | 1       | 2       | 3       | 4       | 5       | 6       | 7       | 8       | 9       | 10      | 11      | 12      | 13      | 14      | 15      | 16      | 17      | Points inscrits | Classement |
| ------ | -------------------- | ----------- | -------- | ------------------ | ------- | ------- | ------- | ------- | ------- | ------- | ------- | ------- | ------- | ------- | ------- | ------- | ------- | ------- | ------- | ------- | ------- | --------------- | ---------- |
| 2001   | BMW Williams F1 Team | BMW P80 V10 | Michelin |                    | AUS     | MAL     | BRÉ     | SMR     | ESP     | AUT     | MON     | CAN     | EUR     | GBR     | FRA     | ALL     | HON     | BEL     | ITA     | USA     | JAP     | 80              | 3e         |
| 2001   | BMW Williams F1 Team | BMW P80 V10 | Michelin | Ralf Schumacher    | Abd     | 5e      | Abd     | 1er     | Abd     | Abd     | Abd     | 1er     | 4e      | 2e      | Abd     | 1er     | 4e      | 7e      | 3e      | Abd     | 6e      | 80              | 3e         |
| 2001   | BMW Williams F1 Team | BMW P80 V10 | Michelin | Juan Pablo Montoya | Abd     | Abd     | Abd     | Abd     | 2e      | Abd     | Abd     | Abd     | 2e      | Abd     | 4e      | Abd     | 8e      | Abd     | 1er     | Abd     | 2e      | 80              | 3e         |

Légende : ici 